# Pleurogorgia
Pleurogorgia is een geslacht van neteldieren uit de klasse van de Anthozoa (bloemdieren).

## Soorten
- Pleurogorgia militaris Nutting, 1908
- Pleurogorgia plana Versluys, 1902